# Бозайгыр (Акмолинская область)
Бозайгыр (до 2007 г. — Елизаветинка) — село в Шортандинском районе Акмолинской области Казахстана. Административный центр сельского округа Бозайгыр. Код КАТО — 116837100. Село расположено у озера Бозайгыр (есть песчаные пляжи, подходящие для отдыха, пригодно для рыбалки). Протяжённость села вдоль побережья озера около 3 км. Первоначальное название — поселение Викторовское, до 2007 года село имело наименование Елизаветинка (с конца 19-го века).
Вблизи села (1,5 км) проходит скоростная автомагистраль А1 «Астана — Петропавловск» и железная дорога «Алматы-Петропавловск». Село расположено между автомагистралью и железной дорогой. В 3 км находится ж/д станция Тонкерыс.
Расстояние до столицы Казахстана города Астана — 33 км.

## Население
В 1999 году население села составляло 2032 человека (987 мужчин и 1045 женщин). По данным переписи 2009 года, в селе проживало 2526 человек (1237 мужчин и 1289 женщин). В 2022 году в селе проживает уже около 6000 человек

## Образование
На территории села находится одна одиннадцатилетняя школа (имеет классы с казахским и русским языками обучения), один детский сад «Бобек» (казахские и русский группы), а также Агротехнический колледж № 5 (ранее СПТУ № 15, ПТШ № 15).

## Здравоохранение
В селе имеется врачебная амбулатория, обслуживающая жителей села Бозайгыр, ж/д станции Тонкерыс и села Ключи (Күлшін). В амбулатории имеются: врач общей практики, терапевт, педиатр, акушер, медсестры, лаборатория, дневной стационар, аптека.

## Транспорт
Транспортное сообщение с городом Астана обеспечивается пригородными маршрутами № 329.